# ال‌ای‌دی‌ئی
ال‌ای‌دی‌ئی (به انگلیسی: LADE) یک شرکت هواپیمایی با کد یاتا 5U است که در تاریخ ۱۹۴۰ میلادی تأسیس شده است.
دفتر مرکزی ال‌ای‌دی‌ئی در بوئنوس آیرس، آرژانتین واقع شده‌است و قطب این شرکت هواپیمایی در فرودگاه بین‌المللی ژنرال انریکو ماسکونی، محله هوایی یورگ نوبری و فرودگاه بین‌المللی کامندنتی ارماندو توولا قرار دارد و به ۳۰ مقصد، پرواز مستقیم انجام می‌دهد.

## مقصدهای پروازی
مقصدهای پروازی ال‌ای‌دی‌ئی به شرح زیر است:
- ایالت بوئنوس آیرس
  - بوئنوس آیرس (محله هوایی یورگ نوبری) (قطب)
  - باییا بلانکا (فرودگاه کماندانته اسپورا)
  - مار دل پلاتا (فرودگاه بین‌المللی آستور پیاتزولا)
- ایالت ریو نگرو
  - El Bolsón (El Bolsón Airport)
  - San Antonio Oeste (فرودگاه آنتوان دوسنت اگزوپری)
  - باریلوچه (فرودگاه بین‌المللی تنینته لوییس کندلاریا)
  - ویدما (فرودگاه گبرنیدر ادگاردو کاستلو)
- ایالت چوبوت
  - کومودورو ریواداویا (فرودگاه بین‌المللی ژنرال انریکو ماسکونی) (قطب اصلی)
  - پورتو مادرین (فرودگاه ال تئولچی)
  - Esquel (فرودگاه اسکل)
- ایالت سانتا کروس، آرژانتین
  - Perito Moreno (Perito Moreno Airport)
  - Gobernador Gregores (فرودگاه گبرنیدر گریگریس)
  - El Calafate (فرودگاه بین‌المللی کامندنتی ارماندو توولا) (قطب)
  - ریوگالگوس (فرودگاه بین‌المللی پیلوتو سیویل نوربرتو فرناندز)
- تیرا دل فوئگو
  - رود ریوگرانده (بین‌المللی فرودگاه هرمیز کویخادا)
  - اوسوایا (فرودگاه بین‌المللی اوشوآیا – مالویناس آرجنتیناس)
- ایالت انتره ریوز
  - پارانا (آرژانتین) (فرودگاه ژنرال خوزده خوزه دی اورکیزا)